# Lars Josefson (militär)
Lars Olof Josefson, född den 12 juni 1949 i Stockholm, är en svensk militär.

## Biografi
Lars Josefson är son till direktör Lars Josefson och Gunnel Callersjö.
Han blev officer 1971, kapten vid Svea livgarde 1974 och tjänstgjorde vid Förenta Nationerna i Sinai 1978–1979. Josefson blev major 1982, tjänstgjorde i försvarsstaben och  arméstaben 1982–1986, och blev adjutant hos kungen 1983. Han blev major i generalstabskåren och knuten till arméstaben 1984, lärare vid Militärhögskolan 1986 och kurschef och överstelöjtnant 1988. Han blev ställföreträdande chef för Hallandsbrigaden 1990 samt överste i generalstabenskåren och stabschef för Västra arméfördelningen 1992. Josefson var chef för Älvsborgsbrigaden 1994–1995 samt blev sektionschef i högkvarteret 1995, chef för Försvarsmaktens idrotts- och överlevnadscentrum 1997 och chef för Försvarsmaktens ledarskaps- och idrottscentrum 1998. Från 2000 var han projektledare för projekt Baltikum. Han blev 2000 överadjutant.

## Utmärkelser
- 1988 – Tilldelad Hans Majestät Konungens medalj i åttonde storleken i Serafimerordens band.